# Rafael Addiego Bruno
Rafael Addiego Bruno (Salto, 23 de febrer de 1923 - Montevideo, 20 de febrer de 2014) fou un advocat i jurista uruguaià, president de l'Uruguai (interí) el 1985.

## Biografia
Va integrar la Suprema Cort de Justícia entre 1984 i 1993, com a culminació d'una llarga carrera judicial. Com a president d'aquest òrgan, va exercir el Poder Executiu interinament del 12 de febrer fins a l'1 de març de 1985, entre la renúncia de Gregorio Álvarez i l'assumpció de Julio María Sanguinetti, segons les normes legals vigents en aquell període.
Això es va deure al fet que el President electe democràticament, Julio María Sanguinetti, no volia per cap concepte que qui lliurés la banda presidencial fos l'expresident de facto Gregorio Álvarez, que mitjançant un acord entre el Partit Colorado i les Forces Armades de l'Uruguai, va acabar renunciant.